# La Petite Patrie (série télévisée)
Pour les articles homonymes, voir La Petite Patrie.
La Petite Patrie est une série télévisée québécoise en 75 épisodes de 25 minutes, inspirée d'un roman de Claude Jasmin et diffusée du 1er septembre 1974 au 9 mai 1976 à la Télévision de Radio-Canada.

## Synopsis
L'intrigue se déroule entre septembre 1946 et juin 1948 dans le quartier La Petite-Patrie à Montréal, (Villeray, à cette époque), nommé en l'honneur du roman du même nom, paru en 1972. C'est l'histoire romancée de l'adolescence de son auteur, Claude Jasmin. Ce téléroman relate la vie quotidienne d'une famille modeste canadienne-française (québécoise), typique des années d'après-guerre, qui habite le 7068 rue Saint-Denis, (entre la rue Bélanger et la rue Jean-Talon) en la Paroisse Sainte-Cécile.

## Fiche technique
- Scénariste : Claude Jasmin
- Réalisation : Florent Forget
- Société de production : Société Radio-Canada

## Distribution

### Acteurs principaux
- Vincent Bilodeau : Clément Germain
- Jacques Galipeau : Edmond Germain
- Louise Laparé : Lucie Germain
- Christiane Pasquier : Murielle Germain
- Louise Rinfret : Marie-Paule Germain
- Gisèle Schmidt : Gertrude Germain

### Acteurs secondaires
- Richard Adams : Miville
- René Caron : Léon Germain
- Denyse Chartier : Michèle Denault
- Eileen Clifford : Madame O'Leary
- Phil Desjardins : Vieux Louis
- Camille Ducharme : Rémi Marcotte
- Mariette Duval : Sophie Laramée
- Janine Fluet : Tante Paulette Thériault
- Michel Forget : Roland Patry
- Edgar Fruitier : Monsieur Denault
- Gaston Lepage : Édouard Germain
- Robert Maltais : Yvon Ranger
- Benoit Marleau : Juju Plouffe
- Jean-Pierre Masson : Monsieur Bourdon
- Gilles Pellerin : Albert Gloutné
- Yvan Ponton : Guy Guay
- Denise Proulx : Tante Aline
- Jo-Ann Quérel : June Johnson
- Claude Séguin : Bozo Catiche (Le sans-abri)
- Yvon Thiboutot : Corin Bédard dit Coco-la-guerre
- Jacques Thisdale : Hervé Prud'Homme
- Pierre Dufresne : Ferdinand Boivin (Cousin)
- Alpha Boucher : Monsieur Aubuchon (Le chauffeur de taxi)
- Louis De Santis : J. Pageau (Le barbier)
- Victor Désy : Ti-Paul Germain
- Roger Lebel :  Oncle Gérard Brisson (Cousin de Gertrude)
- Hubert Gagnon : Laurent Lecorre
- Monique Mercure : Tante Julienne
- Ana Sinaï : Madame Palangelo
- José Rettino : Antonio Palangelo
- Jean-Pierre Bergeron : Monsieur Tellier (Le plombier)
- Don Arrès : Le guenillou
- Jean Mathieu : Monsieur Flotis (Le marchand de glace)
- Joël Denis : Gilles Vincelette
- Raymond Royer : Le prédicateur, o.p.
- Roger Garand : Docteur Dussault
- Normand Canac-Marquis : Mario Marien
- Jacques Brouillet : Arthur Fernet
- Michel Côté : Maurice Labonté
- Ghyslain Tremblay : Jérôme
- Louis Dallaire : Paulo
- Jean-Jacques Desjardins : Raymond
- Daniel Tremblay : Jean-Jacques Bougie dit La chandelle
- Denise Morelle : Madame Patry
- Pat Gagnon : M. Godon (L'épicier-boucher)
- Gisèle Dufour : Irène Lemay
- Christine Olivier : Anita Bédard
- Monique Lepage : Édith Richer
- Luc Proulx : Client d'une taverne
- Jean Ricard : M. Mongeau (Livreur de boulangerie)
- Andrée Cousineau : Ginette Martin
- Thérèse Morange : Mlle. Deslauriers
- Guy L'Écuyer : Monsieur Thibault
- Robert Gravel : Tout-nu (Zoot Suit)
- Robert Rivard : Provost (Zoot Suit)
- Jean-Pierre Chartrand : Raymond Bélanger
- Gaétan Girard : Vincent Larouche (Barouche)
- Georges Groulx : Père Émile Filiol, p.s.s. (Professeur de chimie)
- Jean Leclerc : Gaétan Lamêche
- Marie-Christine Larocque : Denise D'Auteuil
- Pierre Beaudry : Rivette
- Christiane Raymond : Madame Denault
- Suzanne Langlois : Tante Angélina
- Josée Cusson : Berthe Germain (Cousine)
- Anne Dandurand : Gisèle Prévost
- Yvan Canuel : Armand Rioux (Le Pedler)
- Rolland Bédard : Père Amont, p.s.s. (Professeur de géographie)
- Aubert Pallascio : Bernard Lasnier
- Jean-Marie Lemieux : Armand Cholette
- Yolande Roy : Germaine Deslauriers
- Andrée Basilières : Andréa Laurier-Laroque
- Christine Prud'Homme : Paulyne Cury
- Louise Rémy : Léa Dion
- Rolland Laroche : Lucien Massue
- Francine Tougas : Janine Martin (1974)
- Cowan Leung : Le blanchisseur chinois
- Anne-Marie Ducharme : Vieille dame
- Julien Lippé : Charles Brisson
- Gabrielle Mathieu : Jocelyne Séguin
- Jean-Louis Millette : Dentiste Dumas
- Éric Gaudry : Médée Thibault
- Jean-Louis Paris : Jules Gecin
- Nicole Morin : Janine Martin (1975)
- Madeleine Langlois : Mlle. Carette
- Jean Marchand : Séminariste
- Alain Fournier : Julien Arel
- Bertrand Gagnon : Préfet Lange, p.s.s.
- Jean Faubert : Sylvio Kouri
- Louise Gamache : Marie-Marthe Lagacé
- Gaétan Labrèche : Maître de cérémonie
- Francine Grimaldi : Passagère d'un train - figurante -
- Nicolas Fournier : Garçonnet chez le barbier

## Musique
Le thème musical s'intitule La Petite Patrie (titre original : Turkey Trot) de James Moody (en) (Max Martin Group) avec Tommy Reilly (en) à l'harmonica.